# Matringhem
Matringhem est une commune française située dans le département du Pas-de-Calais en région Hauts-de-France. Ses habitants sont appelés les Matringhemois. La commune est membre de la communauté de communes du Haut Pays du Montreuillois.

## Géographie

### Localisation
Localisée dans le centre du département du Pas-de-Calais, Matringhem est une commune de la vallée de la Lys située, à vol d'oiseau, à 4 km au nord-est de la commune de Fruges et à 29 km au nord-est de la commune de Montreuil-sur-Mer (chef-lieu d'arrondissement).
Le territoire de la commune est limitrophe de ceux de six communes.
Les communes limitrophes sont Vincly, Beaumetz-lès-Aire, Hézecques, Mencas, Radinghem et Senlis.

### Géologie et relief
La superficie de la commune est de 4,47 km2 ; son altitude varie de 75  à   186 m.

### Hydrographie
Le territoire de la commune est situé dans le bassin Artois-Picardie.
La commune est traversée par la Lys, cours d'eau d'une longueur de 134,01 km, qui prend sa source dans la commune de Lisbourg, dans le département du Pas-de-Calais, et se jette dans l'Escaut au niveau de la commune de Gand, en Belgique.

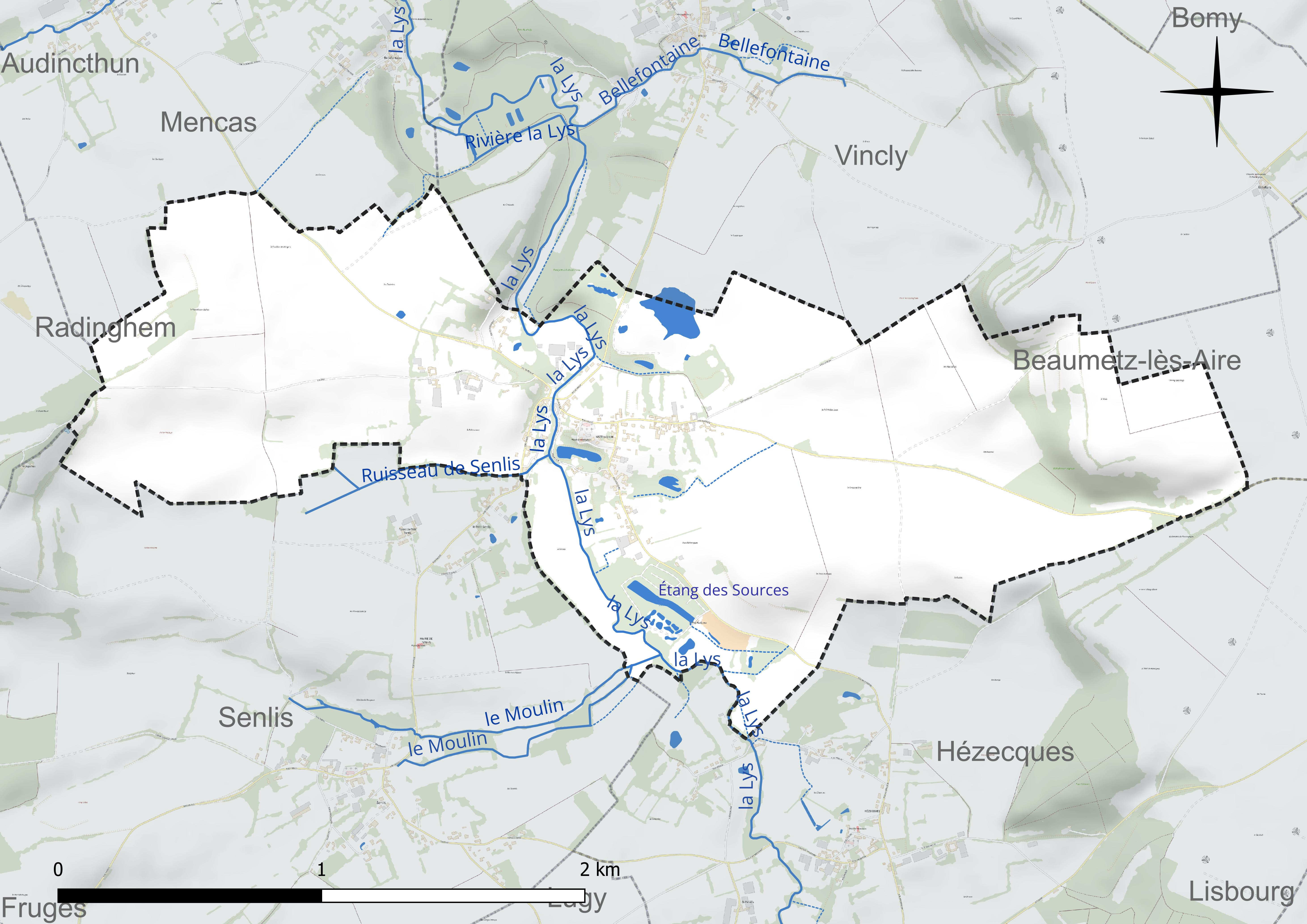
Réseau hydrographique de Matringhem.

### Climat
Pour des articles plus généraux, voir Climat des Hauts-de-France et Climat du Pas-de-Calais.
En 2010, le climat de la commune est de type climat océanique altéré, selon une étude du CNRS s'appuyant sur une série de données couvrant la période 1971-2000. En 2020, Météo-France publie une typologie des climats de la France métropolitaine dans laquelle la commune est exposée à un climat océanique et est dans la région climatique Côtes de la Manche orientale, caractérisée par un faible ensoleillement (1 550 h/an) ; forte humidité de l’air (plus de 20 h/jour avec humidité relative > 80 % en hiver), vents forts fréquents.
Pour la période 1971-2000, la température annuelle moyenne est de 10,1 °C, avec une amplitude thermique annuelle de 13,7 °C. Le cumul annuel moyen de précipitations est de 873 mm, avec 13,5 jours de précipitations en janvier et 8,7 jours en juillet. Pour la période 1991-2020, la température moyenne annuelle observée sur la station météorologique la plus proche, située sur la commune de Radinghem à 3 km à vol d'oiseau, est de 10,5 °C et le cumul annuel moyen de précipitations est de 1 038,1 mm,. Pour l'avenir, les paramètres climatiques de la commune estimés pour 2050 selon différents scénarios d'émission de gaz à effet de serre sont consultables sur un site dédié publié par Météo-France en novembre 2022.
| Mois                                  | jan.             | fév.           | mars          | avril           | mai             | juin           | jui.           | août           | sep.          | oct.            | nov.            | déc.           | année      |
| ------------------------------------- | ---------------- | -------------- | ------------- | --------------- | --------------- | -------------- | -------------- | -------------- | ------------- | --------------- | --------------- | -------------- | ---------- |
| Température minimale moyenne (°C)     | 1,6              | 1,6            | 3,3           | 5               | 8               | 10,8           | 12,9           | 13,1           | 10,8          | 8,1             | 4,8             | 2,2            | 6,8        |
| Température moyenne (°C)              | 4                | 4,4            | 6,8           | 9,4             | 12,4            | 15,2           | 17,4           | 17,7           | 14,9          | 11,4            | 7,4             | 4,5            | 10,5       |
| Température maximale moyenne (°C)     | 6,4              | 7,1            | 10,2          | 13,8            | 16,8            | 19,6           | 22             | 22,2           | 19            | 14,7            | 9,9             | 6,9            | 14         |
| Record de froid (°C) date du record   | −13,8 02.01.1997 | −14,6 04.02.12 | −10 04.03.05  | −3,8 02.04.1996 | −0,7 05.05.1996 | 1,4 02.06.1991 | 5,7 07.07.1996 | 6,6 13.08.1993 | 3 17.09.1994  | −4,3 29.10.1997 | −7,8 23.11.1998 | −12,3 18.12.10 | −14,6 2012 |
| Record de chaleur (°C) date du record | 15 01.01.22      | 18,4 26.02.19  | 23,2 31.03.21 | 25,5 20.04.18   | 30,2 27.05.05   | 32,8 21.06.17  | 40,4 25.07.19  | 36,7 10.08.03  | 32,1 09.09.23 | 28,1 01.10.11   | 20 01.11.15     | 15,7 30.12.22  | 40,4 2019  |
| Précipitations (mm)                   | 97,7             | 84,7           | 71,6          | 60,1            | 69,5            | 70,3           | 72,9           | 83,6           | 76,9          | 107,8           | 118,6           | 124,4          | 1 038,1    |

### Paysages
Pour un article plus général, voir Paysage en France.
La commune s'inscrit dans les « paysages des hauts plateaux artésiens » tels qu’ils sont définis dans l’atlas de paysages de la région Nord-Pas-de-Calais, conçu par la direction régionale de l'Environnement, de l'Aménagement et du Logement (DREAL),.
Ces paysages, qui concernent 77 communes du Pas-de-Calais, se situent à l'extrémité ouest des collines de l'Artois qui traversent le Pas-de-Calais d'Arras au Boulonnais. L'altitude de ces paysages dépassent les 180 mètres. Ces dimensions sont modestes, d'une quinzaine de kilomètres du sud-est au nord-ouest et d'une vingtaine de kilomètres dans sa dimension la plus grande.
Ces « paysages des hauts plateaux artésiens », appelés aussi « Haut Artois », se caractérisent par trois ensembles écopaysagers : 
- l'ensemble mésophile ouvert du plateau artésien calcaire ;
- l'ensemble alluvial des fonds de vallée de la Lys et de l'Aa ;
- l'ensemble calcicole des versants calcaires des vallées[12].

Le « Haut Artois » dispose d'une importante densité de corridors biologiques bien interconnectés.
Dans le « Haut Artois », pas de villes, c'est une des rares terres rurales de la région, les communes les plus importantes sont, du nord au sud, Lumbres, Fauquembergues et Fruges. Le « Haut Artois », drainé par l'Aa et la Lys, constitue le sommet de l'anticlinal artésien, paysage ventée, froid et aux précipitations importantes qui en font le château d'eau régional.
Leș cultures représentent environ 60 % des sols, les prairies entre 26 et 27 %, les bois de 5 à 8 % et les villages et bourgs de 5 à 8 %, l'industrie y est peu présente.

### Milieux naturels et biodiversité

#### Zones naturelles d'intérêt écologique, faunistique et floristique
L’inventaire des zones naturelles d'intérêt écologique, faunistique et floristique (ZNIEFF) a pour objectif de réaliser une couverture des zones les plus intéressantes sur le plan écologique, essentiellement dans la perspective d’améliorer la connaissance du patrimoine naturel national et de fournir aux différents décideurs un outil d’aide à la prise en compte de l’environnement dans l’aménagement du territoire.
Le territoire communal comprend une ZNIEFF de type 1 : la Haute Lys et ses végétations alluviales en amont de Thérouanne. D'une altitude variant de 38  à   153 m et d'une superficie de 1 053 ha, ce site correspond au fond de vallée et à quelques versants, depuis les sources jusqu’à la commune de Thérouanne.
et une ZNIEFF de type 2 : la haute vallée de la Lys et ses versants en amont de Thérouanne. L’entité paysagère de la haute vallée de la Lys et ses versants s’étire sur une vingtaine de kilomètres du Nord au Sud pour moins de dix d’Est en Ouest dans le Haut Artois.

Carte des ZNIEFF de type 1 et 2 sur la commune
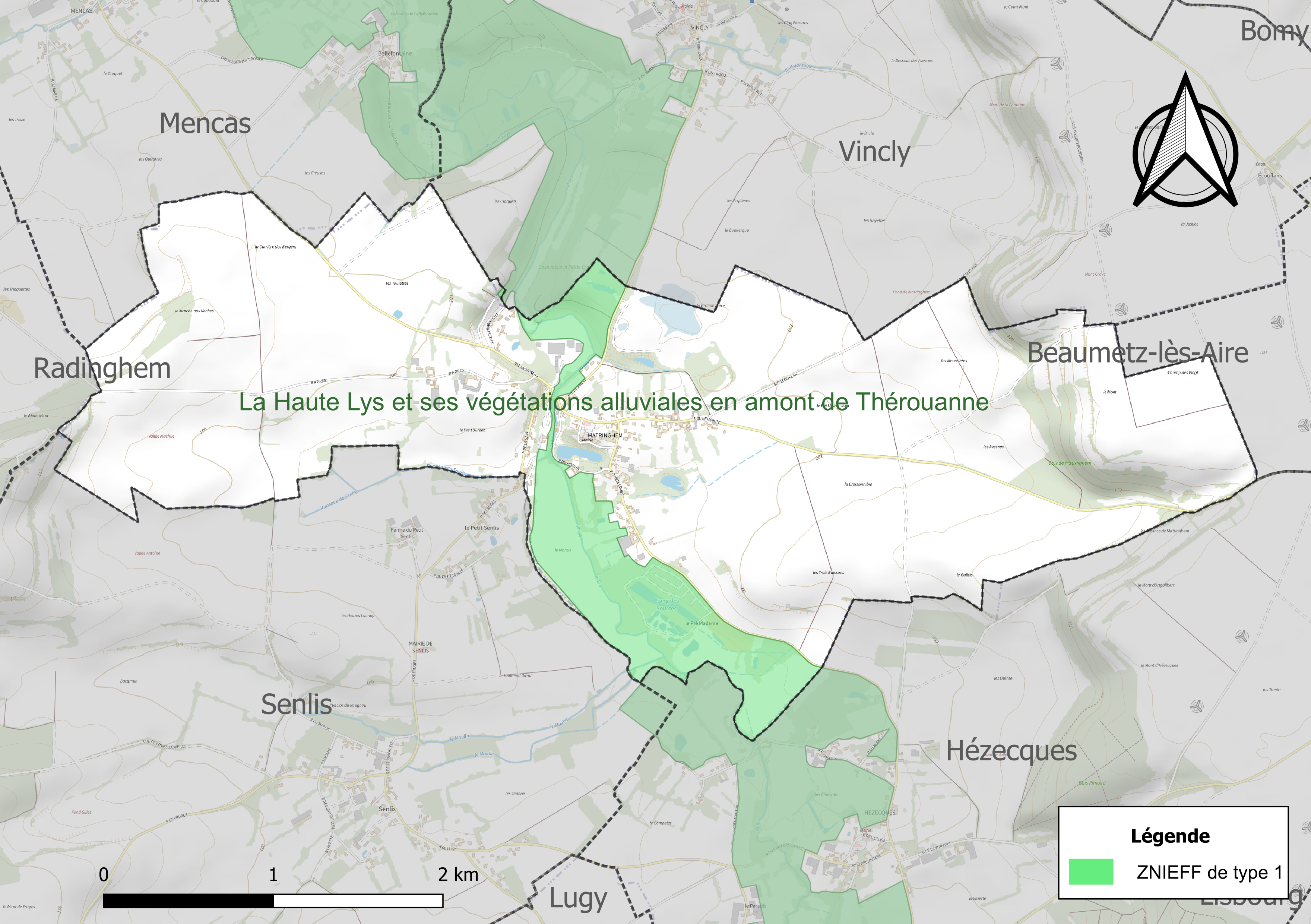
Carte de la ZNIEFF de type 1 sur la commune.
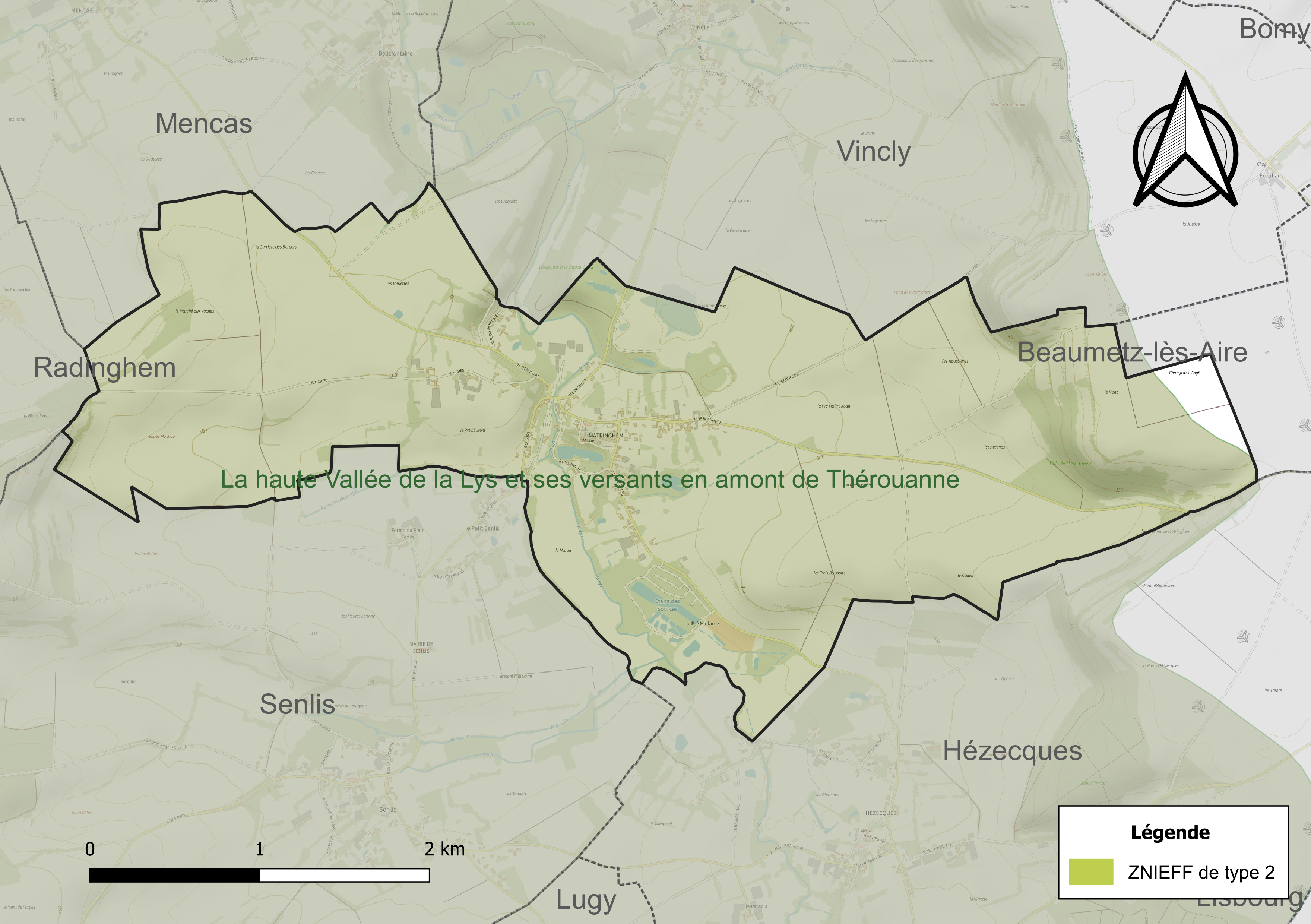
Carte de la ZNIEFF de type 2 sur la commune.

#### Espèces faunistiques et floristiques
L’Inventaire national du patrimoine naturel (INPN) recense plusieurs espèces faunistiques et floristiques sur le territoire de la commune dont certaines sont protégées et d’autres menacées et quasi-menacées.

## Urbanisme

### Typologie
Au 1er janvier 2024, Matringhem est catégorisée commune rurale à habitat dispersé, selon la nouvelle grille communale de densité à sept niveaux définie par l'Insee en 2022.
Elle est située hors unité urbaine et hors attraction des villes,.

### Occupation des sols
L'occupation des sols de la commune, telle qu'elle ressort de la base de données européenne d’occupation biophysique des sols Corine Land Cover (CLC), est marquée par l'importance des territoires agricoles (85,4 % en 2018), en diminution par rapport à 1990 (88,9 %). La répartition détaillée en 2018 est la suivante : 
terres arables (61,3 %), prairies (24,1 %), zones urbanisées (12,8 %), forêts (1,8 %). L'évolution de l’occupation des sols de la commune et de ses infrastructures peut être observée sur les différentes représentations cartographiques du territoire : la carte de Cassini (XVIIIe siècle), la carte d'état-major (1820-1866) et les cartes ou photos aériennes de l'IGN pour la période actuelle (1950 à aujourd'hui).

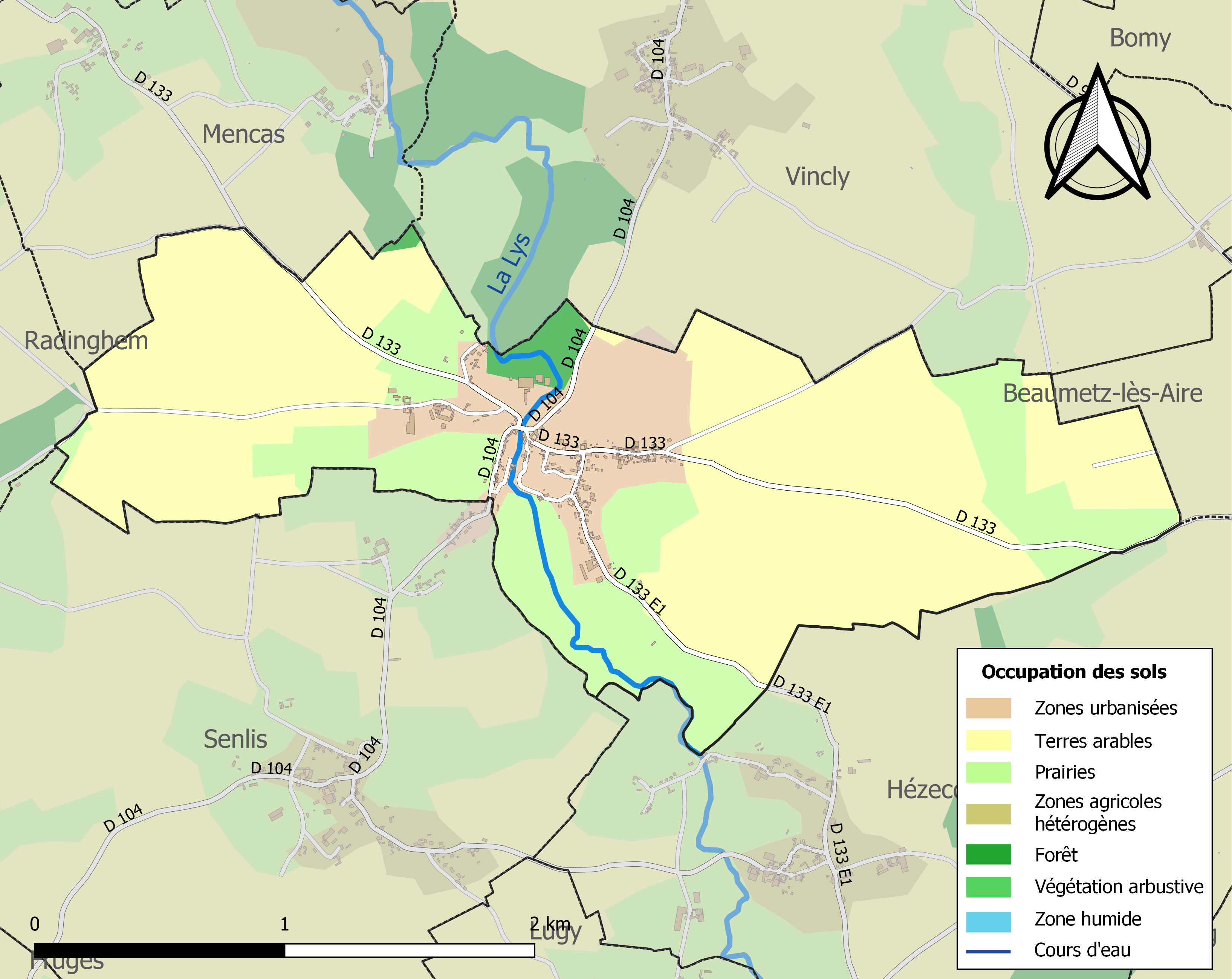
Carte des infrastructures et de l'occupation des sols de la commune en 2018 (CLC).

### Voies de communication et transports

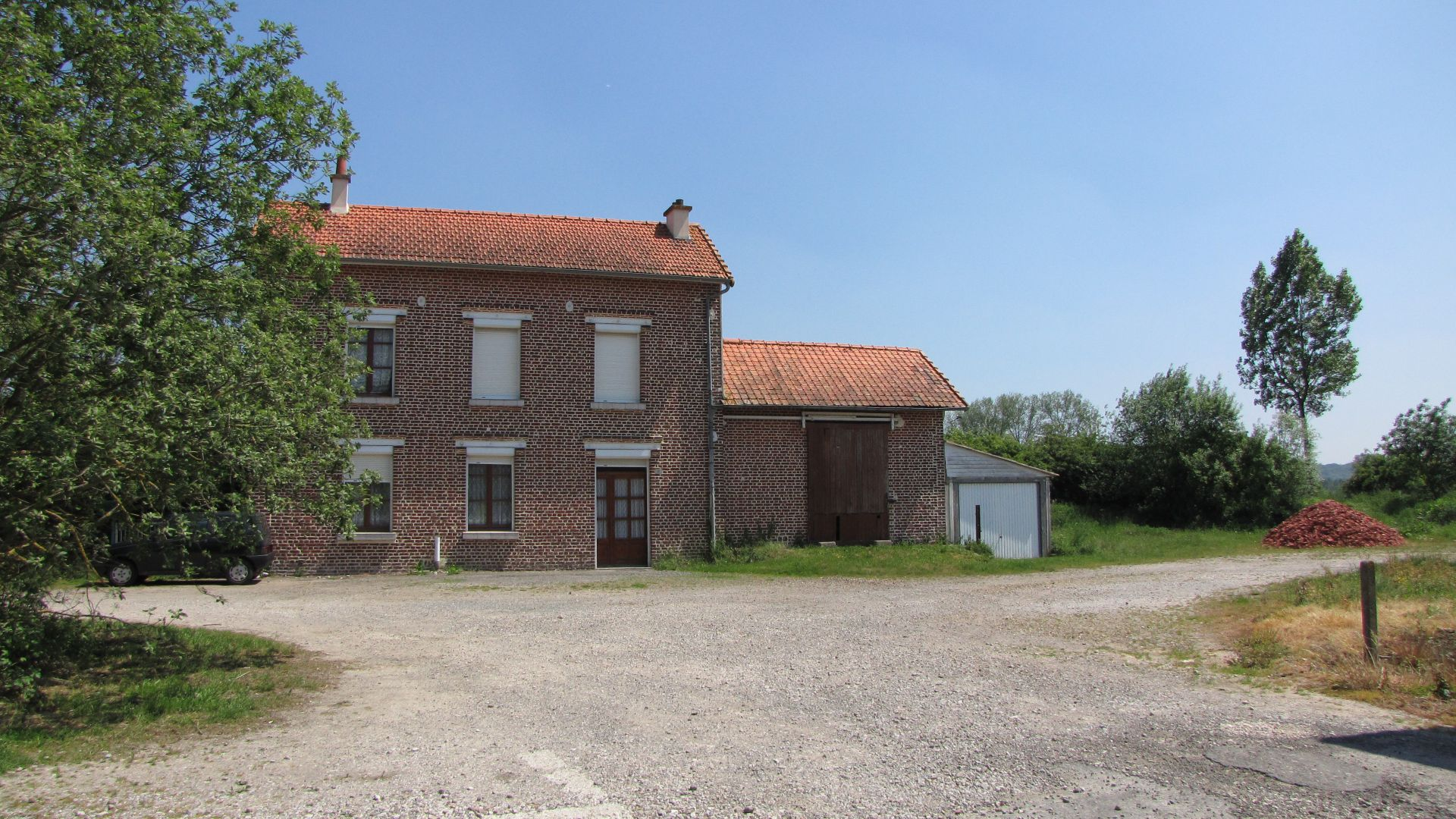
La gare.

Jusqu'en 1955, la commune est située sur la ligne de chemin de fer Aire-sur-la-Lys - Berck-Plage et dispose d'une gare.

### Risques naturels et technologiques

#### Risque inondation
À la suite du passage des tempêtes Ciarán, Domingos et Elisa et des inondations et coulées de boue qui se sont produites, la commune est reconnue, par arrêté du 14 novembre 2023, en état de catastrophe naturelle pour inondations et coulées de boue sur la période du 2 au 12 novembre 2023, comme 179 autres communes du département.

## Toponymie
Le nom de la localité est attesté sous les formes Matrinkehem et Matrimkehem (1120), Matringehem (1122), Materingehem (1195), Matrigehem (XIIe siècle), Matringehen (1208), Matinguehem (1329), Matringhehem (1386), Martinguehem (1469), Matringhuem (1528), Matinghem (1577) ; Matringhem en 1793 et depuis 1801.
D'un nom de personne germanique Madaharius suivi du suffixe -ingen + heim, signifiant « demeure du peuple de Madaharius ».
Matringhin en picard.

## Histoire
En 1217, Guillaume de Matringhem est un des douze pairs de l'évêque de Thérouanne.
En 1756, Eugène François Léonard de Tramecourt, chevalier est propriétaire dans la châtellenie de Bourbourg.
En 1788, sa veuve Marie Anne Josèphe de Nédonchel, dame d'Ambricourt, de Matringhem et Gribauwal hérite de son mari.

## Politique et administration

### Découpage territorial
La commune se trouve dans l'arrondissement de Montreuil du département du Pas-de-Calais.

#### Commune et intercommunalités
La commune est membre de la communauté de communes du Haut Pays du Montreuillois qui regroupe 49 communes et compte 15 703 habitants en 2021.

#### Circonscriptions administratives
La commune est rattachée au canton de Fruges.

#### Circonscriptions électorales
Pour l'élection des députés, la commune fait partie de la quatrième circonscription du Pas-de-Calais.

### Élections municipales et communautaires

#### Liste des maires
| Période     | Période                       | Identité            | Étiquette | Qualité                  |
| ----------- | ----------------------------- | ------------------- | --------- | ------------------------ |
| 1941        | 1961                          | Michel Demenneville |           |                          |
| 1961        | 1971                          | Charles Rolland     |           |                          |
| 1971        | 1995                          | Henri Normand       |           | Transporteur             |
| 1995        | 2008                          | Robert Obin         |           |                          |
| 2008        | 2014                          | Jean-Luc Obin       |           |                          |
| avril 2014, | 2020                          | Claudie Carpentier  |           | Mère au foyer retraitée  |
| 2020        | En cours (au 18 janvier 2021) | Michel Doutriaux    |           | Architecte à la retraite |

## Population et société

### Démographie
Les habitants sont appelés les Matringhemois.

#### Évolution démographique
L'évolution du nombre d'habitants est connue à travers les recensements de la population effectués dans la commune depuis 1793. Pour les communes de moins de 10 000 habitants, une enquête de recensement portant sur toute la population est réalisée tous les cinq ans, les populations de référence des années intermédiaires étant quant à elles estimées par interpolation ou extrapolation. Pour la commune, le premier recensement exhaustif entrant dans le cadre du nouveau dispositif a été réalisé en 2004.

En 2022, la commune comptait 174 habitants, en évolution de −8,9 % par rapport à 2016 (Pas-de-Calais : −0,72 %, France hors Mayotte : +2,11 %).
| 1793 | 1800 | 1806 | 1821 | 1831 | 1836 | 1841 | 1846 | 1851 |
| ---- | ---- | ---- | ---- | ---- | ---- | ---- | ---- | ---- |
| 330  | 323  | 312  | 359  | 374  | 343  | 357  | 343  | 325  |

| 1856 | 1861 | 1866 | 1872 | 1876 | 1881 | 1886 | 1891 | 1896 |
| ---- | ---- | ---- | ---- | ---- | ---- | ---- | ---- | ---- |
| 314  | 329  | 324  | 318  | 323  | 299  | 287  | 298  | 293  |

| 1901 | 1906 | 1911 | 1921 | 1926 | 1931 | 1936 | 1946 | 1954 |
| ---- | ---- | ---- | ---- | ---- | ---- | ---- | ---- | ---- |
| 292  | 309  | 318  | 262  | 258  | 266  | 283  | 244  | 259  |

| 1962 | 1968 | 1975 | 1982 | 1990 | 1999 | 2004 | 2006 | 2009 |
| ---- | ---- | ---- | ---- | ---- | ---- | ---- | ---- | ---- |
| 223  | 210  | 206  | 204  | 192  | 174  | 175  | 175  | 181  |

| 2014 | 2019 | 2022 | - | - | - | - | - | - |
| ---- | ---- | ---- | - | - | - | - | - | - |
| 194  | 174  | 174  | - | - | - | - | - | - |

#### Pyramide des âges
En 2018, le taux de personnes d'un âge inférieur à 30 ans s'élève à 30,5 %, soit en dessous de la moyenne départementale (36,7 %). À l'inverse, le taux de personnes d'âge supérieur à 60 ans est de 32,7 % la même année, alors qu'il est de 24,9 % au niveau départemental.
En 2018, la commune comptait 92 hommes pour 88 femmes, soit un taux de 51,11 % d'hommes, largement supérieur au taux départemental (48,50 %).
Les pyramides des âges de la commune et du département s'établissent comme suit.
| Hommes | Classe d’âge | Femmes |
| ------ | ------------ | ------ |
| 1,1    | 90 ou +      | 2,4    |
| 6,7    | 75-89 ans    | 5,9    |
| 28,1   | 60-74 ans    | 21,2   |
| 25,8   | 45-59 ans    | 24,7   |
| 11,2   | 30-44 ans    | 11,8   |
| 15,7   | 15-29 ans    | 17,6   |
| 11,2   | 0-14 ans     | 16,5   |

| Hommes | Classe d’âge | Femmes |
| ------ | ------------ | ------ |
| 0,5    | 90 ou +      | 1,6    |
| 5,6    | 75-89 ans    | 8,9    |
| 16,7   | 60-74 ans    | 18,1   |
| 20,2   | 45-59 ans    | 19,2   |
| 18,9   | 30-44 ans    | 18,1   |
| 18,2   | 15-29 ans    | 16,2   |
| 19,9   | 0-14 ans     | 17,9   |

## Culture locale et patrimoine

### Lieux et monuments
- L'église Saint-Omer.
- La chapelle Notre-Dame-de-Bonne-Fin.
- Le monument aux morts[39].
- L'ancienne gare de la ligne de chemin de fer Aire-sur-la-Lys - Berck-Plage.

### Héraldique
| Blason de Matringhem | Blason  | D'or à la losange de gueules chargée de trois écussons ordonnés en chevron couché, celui de dextre d'argent à trois merlettes de sable, celui de senestre en chef d'argent à la fleur de lis en ombre de sable, celui de senestre en pointe d'argent à la tête de Maure de sable tortillée du champ surmontée en chef dextre d'une d'étoile en ombre de sable. |
| Blason de Matringhem | Détails | S'inspire d'armes en forme de losange retrouvées sur le mur extérieur de la nef de l'église du lieu, surmontant la dalle funéraire en pierre noire de Denise Le Mor, demoiselle de Matringhem et épouse de Jean d'Aix, décédée en l'an 1600 et fondatrice de l'église du village au XVIe siècle. La famille Le Mor (ou Le More) portait « d'argent à trois têtes de maure » ; quant à la famille d'Aix, devenue suzeraine du lieu à la suite de ce mariage, celle-ci portait « d'argent à trois merlettes de gueules ». Création de Michel Mentel adoptée par la municipalité en 1992. |

## Pour approfondir

#### Bases de données, dictionnaires et encyclopédies
- Ressources relatives à la géographie :   - Insee (communes)
  - Ldh/EHESS/Cassini
- Ressource relative à plusieurs domaines :   - Annuaire du service public français
- Notices d'autorité :   - BnF (données)